# ドコモCS
株式会社ドコモCS（英文社名：DOCOMO CS, Inc.）は、NTTドコモの機能分担子会社である。

## 会社概要
2014年7月1日に、ドコモエンジニアリング株式会社が同じく機能分担子会社であったドコモ・サービス株式会社、ドコモ・モバイル株式会社、ドコモ・ビジネスネット株式会社の3社を合併し、現在の商号に変更した。
合併前はドコモエンジニアリング株式会社が通信ネットワークの建設保守など、ドコモ・サービス株式会社がコンシューマ営業及び法人営業支援、バックオフィス業務など、ドコモ・モバイル株式会社がドコモショップの支援及び端末保守・故障受付など、ドコモ・ビジネスネット株式会社がドコモショップの運営及び法人営業などを行っていたが、合併後はNTTドコモの関東地方及び甲信越地方におけるオペレーション業務などを一括で担っている。

## 主な事業区域
関東甲信越の以下の都道府県を事業区域としている。東京都は本店のほかに東京支店・多摩支店を置き、他の各県に支店を設置している。
- 東京都
- 神奈川県
- 千葉県
- 埼玉県
- 栃木県
- 茨城県
- 群馬県
- 山梨県
- 長野県
- 新潟県

## 沿革
2014年合併以前の沿革の詳細はドコモエンジニアリング、ドコモ・サービス、ドコモ・モバイル、ドコモ・ビジネスネットの各項を参照。
- 1992年
  - 移動通信システムエンジニアリング株式会社設立。
  - 株式会社ムーバテレコム設立。
- 1993年
  - 移動通信システムエンジニアリング株式会社がドコモエンジニアリング株式会社へ商号変更。
  - 株式会社ムーバテレコムがドコモ・サービス株式会社へ商号変更。
- 1995年 - ドコモ・モバイル株式会社設立。
- 2005年 - ドコモ・ビジネスネット株式会社設立。
- 2014年7月1日 - ドコモエンジニアリング株式会社が、ドコモ・サービス株式会社、ドコモ・モバイル株式会社とドコモ・ビジネスネット株式会社を吸収合併し、商号を株式会社ドコモCSに変更。

## 関連会社
- 株式会社ドコモCS北海道 - 北海道札幌市
- 株式会社ドコモCS東北 - 宮城県仙台市
- 株式会社ドコモCS東海 - 愛知県名古屋市
- 株式会社ドコモCS北陸 - 石川県金沢市
- 株式会社ドコモCS関西 - 大阪府大阪市
- 株式会社ドコモCS中国 - 広島県広島市
- 株式会社ドコモCS四国 - 香川県高松市
- 株式会社ドコモCS九州 - 福岡県福岡市